# Карл Едуард (герцог Саксен-Кобург-Готський)
Леопольд Карл Едуард Георг Альберт, герцог Саксен-Кобург-Готський, при хрещенні — Леопольд Чарльз Едвард Джордж Альберт (нім. Leopold Carl Eduard Georg Albert, Herzog von Sachsen-Coburg und Gotha, англ. Leopold Charles Edward George Albert, Duke of Saxe-Coburg and Gotha; 19 липня 1884, Клермонт, Суррей — 6 березня 1954, Кобург) — четвертий і останній герцог Саксен-Кобург-Готський, що правив з 30 липня 1900 по 14 листопада 1918 року. До 1919 був також принцом Великої Британії з титулом герцог Олбані (англ. Prince Leopold Charles Edward George Albert of the United Kingdom, Duke of Albany), але позбавлений всіх британських титулів за участь у Першій світовій війні на стороні Німеччини. Доктор права. Обергруппенфюрер СА (почесний), НСКК і НСФК, генерал піхоти Прусської армії і вермахту, генерал кавалерії Саксонської армії.

## Походження
Онук британської королеви Вікторії, єдиний син її четвертого, наймолодшого сина Леопольда, герцога Олбані та принцеси Олени Вальдек-Пірмонтської. Принц Леопольд, що страждав на гемофілію, помер 28 березня 1884 року, майже за чотири місяця до народження Карла Едуарда. Таким чином титул герцог Олбані принц Карл отримав з народження.

## Правління
У 1900 році, по смерті другого сина Вікторії герцога Альфреда і відмови її третього сина Артура від прав на герцогство, шістнадцятирічний Карл Едуард вступив на престол. Упродовж наступних п'яти років він правив під регентством наслідного принца Гогенлое-Лангебурзького під строгим контролем кайзера Вільгельма II. Після повноліття 19 липня 1905 року герцог Олбані прийняв всі конституційні повноваження.
У віці 21 року Карл Едуард взяв за дружину Вікторію Шлезвіг-Гольштейн-Зондербург-Глюксбурзьку. Весілля відбулося у замку Глюксбург, неподалік данського кордону. У подружжя народилося п'ятеро дітей.
У Першій світовій війні після деяких роздумів підтримав Німеччину, і в 1915 році його двоюрідний брат король Великої Британії Георг V виключив його із кавалерів ордена Підв'язки, лицарем якого він був з 1902 року. У 1917 році британський парламент видав акт, згідно з яким усі, хто воював проти короля й проти його союзників, позбавлялись своїх титулів і звань. В 1919 році, відповідно до акту парламента, Таємна рада Великої Британії позбавила Карла Едуарда титулів герцога Олбані, графа Кларенса і барона Арклоу. Герцог і його нащадки також втратили право на титули принца і принцеси Великої Британії.

## У нацистській Німеччині

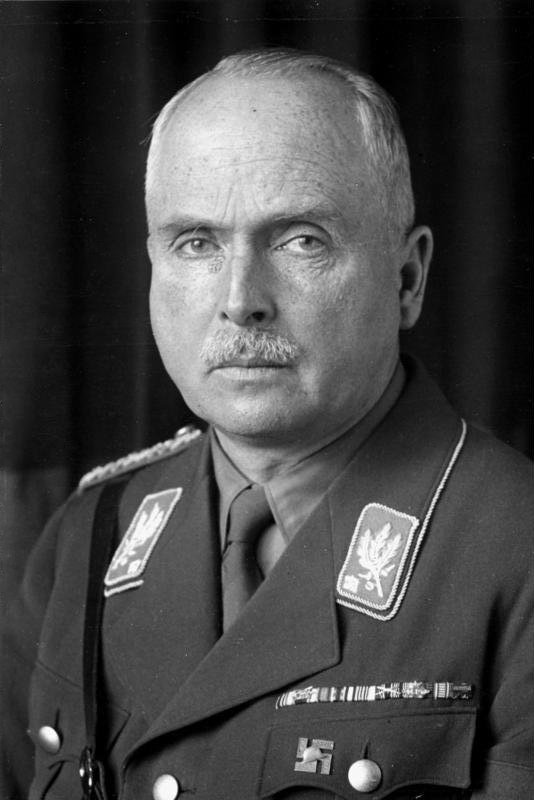
Карл Едуард у 1933

З 1933 року — імперський уповноважений з питань транспортної служби.
З 1933 по 1945 рік — імперський комісар добровільної медичної служби і президент німецького Червоного Хреста.
Як президент німецького Червоного Хреста був впутаний в політику Адольфа Гітлера, зокрема знав про програму умертвіння Т-4, за якою було вбито біля ста тисяч осіб.
У 1935 році вступив до нацистської партії, вступив до рядів СА, і отримав звання обергруппенфюрера цієї організації, а також став Обергрупенфюрером НСКК. Був Почесним керівником групи СА «Тюрингія».
З 1936 року — президент Об'єдання німецьких фронтовиків.
З 1937 по 1945 — депутат Рейхстагу.
Займав високі посади в деяких німецьких фірмах, в тому числі, був членом наглядової комісії «Deutsche Bank».
Після закінчення Другої світової війни американське військове керівництво Баварії під керівництвом генерала Джорджа Сміт Паттона помістило його під домашній арешт в своєму замку, а пізніше в тюрму, по обвинуваченню в зв'язках з нацистами. В 1946 році був засуджений судом.
Через стан здоров'я був випущений із тюрми. Останні роки провів на самоті. У 1953 році в кінотеатрі дивився коронацію Єлизавети II. Помер у 1954 році.

## Родина

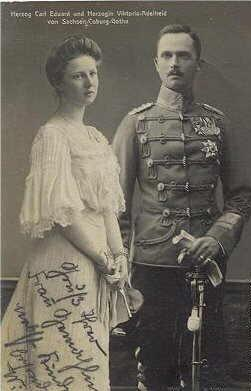
Карл Едуард і Вікторія Аделаїда

Дружина Вікторія Шлезвіг-Гольштейн-Зондербург-Глюксбурзька.
Діти:
- Йоганн Леопольд (1906—1972) — наслідний принц Саксен-Кобург-Готи, був двічі одружений, мав трьох дітей від першого шлюбу;
- Сибілла Кальма (1908—1972) — дружина герцога Вестерботтенського Густава Адольфа, мати короля Швеції Карла XVI Густава;
- Дітмар Губертус (1909—1943) — принц Саксен-Кобург-Готський, загинув у бою під час Другої світової на території України біля селища Великі Мости у Львівській області, одружений не був, дітей не мав;
- Кароліна Матильда (1912—1983) — від трьох шлюбів мала шестеро дітей;
- Фрідріх Йозіас (1918—1998) — титулярний герцог Саксен-Кобург-Готи у 1954—1998 роках, був двічі одружений, мав чотирьох дітей від обох шлюбів.

## Нагороди
- Медаль Діамантового ювілею королеви Вікторії (Британська імперія; 1897)
- Пам'ятна медаль срібного весілля Альфреда і Марії Саксен-Кобург-Готських (1899)
- Орден дому Саксен-Ернестіне, великий хрест з ланцюгом (30 липня 1900) — магістр ордену.
- Королівський Вікторіанський орден, почесний великий хрест (Британська імперія; 27 січня 1901)
- Орден Підв'язки (Британська імперія; 15 липня 1902) — позбавлений в 1915 році.
- Орден «За заслуги» (Вальдек) 1-го класу
- Орден Рутової корони (Саксонське королівство)
- Орден Білого Сокола, великий хрест (Велике герцогство Саксен-Веймар-Айзенаське)
- Орден Фрідріха (Вюртемберг), великий хрест
- Орден Вірності (Баден) (1904)
- Орден Бертольда I, великий хрест (Велике герцогство Баден; 1904)
- Великий хрест Ордена Леопольда I (Бельгія) (1905) — вручений королем Леопольдом II.
- Медаль герцога Карла-Едуарда з короною (1905)
- Пам'ятна медаль весілля герцога Карла Едуарда (1905)
- Пам'ятна медаль срібного весілля Альфреда і Марії Саксен-Кобург-Готських (1905)
- Орден Чорного орла (Королівство Пруссія; 11 жовтня 1905)
- Орден Червоного орла, великий хрест (Королівство Пруссія; 11 жовтня 1905)
- Орден Слона (Данія; 16 червня 1906)
- Великий хрест Королівського угорського ордена Святого Стефана (1906)
- Орден Святого Губерта (Баварське королівство; 1907)
- Орден Святих Маврикія та Лазаря, великий хрест (Королівство Італія)
- Орден Корони Італії, великий хрест
- Медаль Червоного Хреста (Пруссія) 3-го класу
- Медаль «За вислугу років у ландвері» (Пруссія) 2-го класу
- Хрест «За вислугу років» (Пруссія)
- Почесний знак «Цариця Елеонора» за заслуги перед Червоним Хрестом
- Орден Святого Йоанна (Бранденбург), почесний лицар
- Військовий орден Святого Генріха, великий хрест (Саксонське королівство)
- Почесний шеф різноманітних полків Імперської армії
- Залізний Хрест I та II класу (Королівство Пруссія)
- Овальна медаль герцога Карла Едуарда з мечами (1915)
- Почесний хрест (Ройсс), офіцерський хрест з мечами
- Хрест «За заслуги у військовій допомозі» (Королівство Пруссія)
- Хрест «За військові заслуги» (Австро-Угорщина) 2-го класу з військовою відзнакою
- Військовий хрест Карла Едуарда з діамантами (19 липня 1916)
- Орден «За військові заслуги» (Болгарія)
- Орден «За хоробрість» 3-го ступеня, 1-й класу
- Орден «Святі Кирило та Мефодій» з ланцюгом
- Галліполійська зірка (Османська імперія)
- Медаль «Ліакат» з шаблями (Османська імперія)
- Медаль «Імтияз» з шаблями (Османська імперія)
- Лицарський хрест королівського ордена дому Гогенцоллернів з мечами (Королівство Пруссія)
- Відзнака 2-ї морської бригади «Ергардт»
- Орден Серафимів (Швеція; 20 жовтня 1932)
- Знак підпільного фронту
- Почесний знак Кобург
- Почесний громадянин міста Кобург (1933) — позбавлений 20 лютого 1946 року.
- Знак учасника зльоту СА в Брауншвейзі 1931
- Членський знак Сталевого шолома/Об'єднання німецьких фронтовиків в сріблі
- Спортивний вінок Національного автомобільного і авіаційного об'єднання в золоті
- Почесний кут старих бійців
- Почесний хрест ветерана війни з мечами
- Почесний знак Німецького Червоного Хреста, зірка (1934)
- Зірка Заслуг Угорського Червоного Хреста
- Почесний знак Японського Червоного Хреста
- Німецький Олімпійський знак 1-го класу
- Почесний знак протиповітряної оборони 1-го ступеня
- Почесний знак «За турботу про німецький народ» 1-го ступеня і зірка
- Медаль «За вислугу років у НСДАП» в бронзі, сріблі та золоті (25 років)
- Хрест Воєнних заслуг 2-го класу з мечами